# Muriel Freeman
Muriel Bolton Freeman, född 9 september 1897 i Worcester, död 1980 i Northampton, var en brittisk fäktare.
Freeman blev olympisk silvermedaljör i florett vid sommarspelen 1928 i Amsterdam.